# Nemzetközi humanitárius jog
A nemzetközi humanitárius jog (international humanitarian law - IHL) tág értelemben a nemzetközi jognak az a területe, amelyik a fegyveres konfliktusok, az azok során tanúsított magatartások szabályozásával foglalkozik (ius in bello). Szabályozási célja a fegyveres ellenségeskedések káros hatásainak csökkentése, elsődlegesen a nem harcolók, a sebesültek, a polgári személyek, a hadifoglyok védelme, illetve az okozott károknak az éppen még szükséges szintre szorítása.
Élesen el kell választani a nemzetközi jognak a fegyveres erő alkalmazásának jogszerűségével foglalkozó szabályaitól, amelyek azt állapítják meg, hogy egy állam mikor nyúlhat a fegyveres erő eszközéhez (ius ad bellum).

## A nemzetközi humanitárius jog alapvető forrásai
A nemzetközi humanitárius jog alapvető forrásai az 1949-ben elfogadott Genfi Egyezmények és történelmileg az 1899-ben, illetve 1907-ben elfogadott Hágai Egyezmények. Ezek mellett még jóval több nemzetközi szerződés is hatályban van, amelyek egy-egy részterülettel foglalkoznak (pl. kulturális javak vagy a környezet védelme, egyes fegyvertípusok tiltása vagy korlátozása), illetve kiemelten jelentős szereppel bírnak a nemzetközi szokásjog által megteremtett kötelező jogi normák.

## A nemzetközi humanitárius jog alapelvei
A legelterjedtebb szakirodalmi álláspont négy alapelvet azonosít a nemzetközi humanitárius jog területén:
- Emberiesség elve
- Katonai szükségesség elve
- Megkülönböztetés elve
- Arányosság elve

## Külső hivatkozások
- http://www.icrc.org/web/eng/siteeng0.nsf/html/humanitarian-law-factsheet